# Miquel Sàmper i Rodríguez
Miquel Sàmper i Rodríguez (Terrassa, 1966) és un advocat i polític català. Del 3 de setembre de 2020 al 25 de maig de 2021 va ser conseller d'Interior de la Generalitat de Catalunya. El 12 d'agost de 2024 fou nomenat conseller d'Empresa i Treball, sota la presidència de Salvador Illa.

## Trajectòria
Llicenciat en Dret i en Ciències Polítiques i de l'Administració ha dedicat bona part de la seva trajectòria professional a l'advocacia, especialment en assumptes civils, penals i matrimonials. Ha estat degà del Col·legi d'Advocats de Terrassa, president del Consell de l'Advocacia Catalana i adjunt a la presidència del Consell General de l'Advocacia Espanyola. Va ser, també, un dels impulsors de la primera Oficina d'Intermediació Hipotecària de l'Estat Espanyol.
L'any 2015 va ser candidat de CiU a l'alcaldia de Terrassa, quedant en quarta posició amb tres regidors. Després de les eleccions va optar per abstenir-se, facilitant la investidura de Jordi Ballart, candidat del PSC, com a alcalde, en detriment del pacte que proposaven Terrassa en Comú i ERC. Quatre anys després va repetir a les llistes del partit, aquest cop amb el nom de Junts per Terrassa, com a número dos de l'ex-conseller Lluís Puig. En aquella ocasió va obtenir dos regidors.
El 3 de setembre de 2020, en una remodelació del Govern, és escollit pel president Quim Torra per substituir Miquel Buch com a conseller d'Interior de la Generalitat de Catalunya. L'octubre de 2020 restituí Josep Lluís Trapero com a major dels Mossos d'Esquadra, després de la seva absolució.
El gener de 2024 va deixar Junts per Catalunya i a les eleccions de maig va donar suport al PSC. L'agost del mateix any fou nomenat Conseller d'Empresa i Treball del govern de Salvador Illa.